# Manuel de Castro Pereira

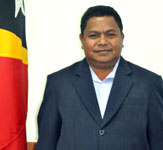
Manuel de Castro Pereira

Manuel de Castro Pereira (* 9. August 1961 in Bahadato, Fatulia, Baucau, Portugiesisch-Timor) ist ein Politiker aus Osttimor. Er ist Mitglied der Partei FRETILIN.

## Werdegang
Pereira wurde 1961 als eines von zwölf Kindern von Claudina Belo und Manuel Castro Pereira geboren. Manuel de Castro Pereira hat selbst sieben Kinder.
Die Grundschule besuchte Pereira in Venilale und Dare. Nach der Sekundarschule in Venilale folgte dann ein Jahr auf der Technischen Schule in DIli. Nach der Invasion durch die Indonesier 1974 kam Pereira nach Ailaran. Nach drei Jahren im Busch kehrte er zurück und studierte an der Technischen Schule Fatumaca in Gariuai, von der er einen Abschluss erhielt.
Von 2012 bis 2017 war er Abgeordneter im Nationalparlament Osttimors und hier Mitglied der Kommission für Infrastruktur, Transport und Kommunikation (Kommission E). Bei den Wahlen 2017 wurde er nicht mehr auf der Wahlliste der FRETILIN aufgestellt. Vor seiner Wahl war er Unternehmer und auf der Ebene des Verwaltungsamtes in Venilale in der FRETILIN aktiv.
Pereira ist Träger des Ordens Nicolau Lobato, zweiten Grades (Ordem de Nicolau Lobato Gradu 2).